# Ifalukia resacus
Ifalukia resacus is een vlokreeftensoort uit de familie van de Maeridae. De wetenschappelijke naam van de soort is voor het eerst geldig gepubliceerd in 1965 door J.L. Barnard.